# Cagliostro (Rainbow MagicLand)
Cagliostro im MagicLand (Valmontone, Latium, Italien) ist eine Stahlachterbahn vom Modell SC3000 des Herstellers Maurer Rides, die am 26. Mai 2011 eröffnet wurde. Ein Großteil der Anlage, die zur Kategorie der Spinning Coaster zählt, ist in eine Halle verpackt, wobei die Fahrt im Dunklen stattfindet. Sie zählt deswegen auch zur Kategorie der Dunkelachterbahnen. Zurzeit (Stand Mai 2023) ist sie die einzige SC3000-Achterbahn, die zur Kategorie der Dunkelachterbahnen zählt.
Die 430 m lange Strecke erstreckt sich über eine Grundfläche von 60 m × 40 m und erreicht eine Höhe von 17 m.

## Wagen
Cagliostro besitzt sieben einzelne Wagen mit Platz für jeweils vier Personen (zwei Reihen à zwei Personen).